# Аманитека

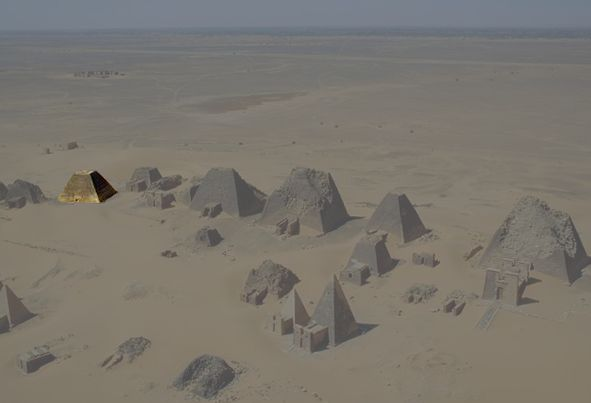
Пирамида N4 в Мероэ (с подсветкой), принадлежащая Аманитеке

Аманитека — царь Куша (Нубия), правивший с середины III века до н. э. Чтение имени оспаривается.
Предположительно, Аманитека был захоронен в пирамиде № 4 в Мероэ. Эта пирамида является старейшей на так называемом северном кладбище Мероэ. Это довольно небольшое сооружение с двумя подземными камерами, что необычно, так как обыкновенно камер был три. Написание имён царя Куша в пирамиде плохо сохранилось, так что они не могут быть прочитаны с абсолютной уверенностью.

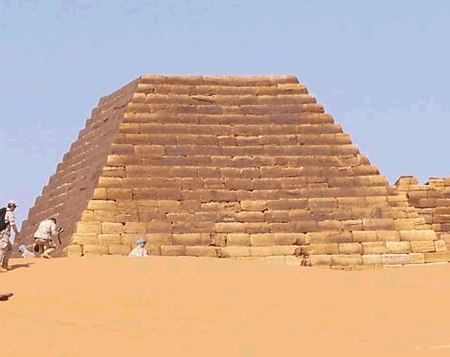
Пирамида N4 в Мероэ